# Боно, Кристиан
Яхья Кристиан Боно (фр. Yahya Christian Bonaud, также известный как Яхья Алави фр. Yaḥyā ʿAlawī или Яхья Боно фр. Yaḥyā Bonaud; 4 мая 1957, Фрайбург-им-Брайсгау — 26 августа 2019[…], Абиджан) — французский исламовед, философ, писатель, переводчик, толкователь Корана на французском языке и профессором Теологического центра Джами в Международном университете аль-Мустафы в Иране.

## Ранний период жизни
Кристиан Боно родился в 1957 году в католической семье в немецком городе Фрайбурге-им-Брайсгау. Пока ему не исполнилось десять лет, они жили в Германии и Алжире, затем переехал во французский Страсбург.
Под влиянием трудов французского суфийского метафизика Рене Генона, в 1979 году Боно принял ислам. Он начал изучать арабский язык. Изучение исламоведения в конечном итоге привело его к трудам Анри Корбена о шиитском исламе.
Под руководством африканского гностика и духовного лидера Тиджании Амаду Хампате Ба, он принял шиитский ислам и взял имя Яхья Алави (араб. يَحْيیٰ عَلَوِي‎). Боно защитил докторскую диссертацию на французском языке о Рухолле Хомейни, которая была переиздана и опубликована как книга L'Imam Khomeyni, un gnostique méconnu du XXe siècle («Имам Хомейни, неизвестный гностик 20-го века»). Во время написания диссертации он прожил 7 лет в Иране, обучаясь под руководством Сайеда Джалал-эд-Дина Аштиани.

## Смерть
26 августа 2019 года он погиб в море в Абиджане, Кот-д'Ивуар, в результате морской катастрофы. Он совершал визит на африканский континент, чтобы обратиться к мусульманам с речью о месяце Мухаррам и руководящих принципах Хусейна ибн Али. Его тело было перевезено в иранский Мешхед, где он прожил пятнадцать лет до этого, для его похоронных обрядов и захоронения. Ему было 62 года.

## Работы
- L'Imam Khomeyni, un gnostique méconnu du XXe siècle :  [фр.]. — ALBOURAQ, 1997. — ISBN 978-2841610471.[16]
- Французский перевод Корана[17]
- Le soufisme: Al-tasawwuf et la spiritualité islamique :  [фр.]. — 1991.[17]
- Rituals of the Islamic Revolution[17]